# Tablilla de barro

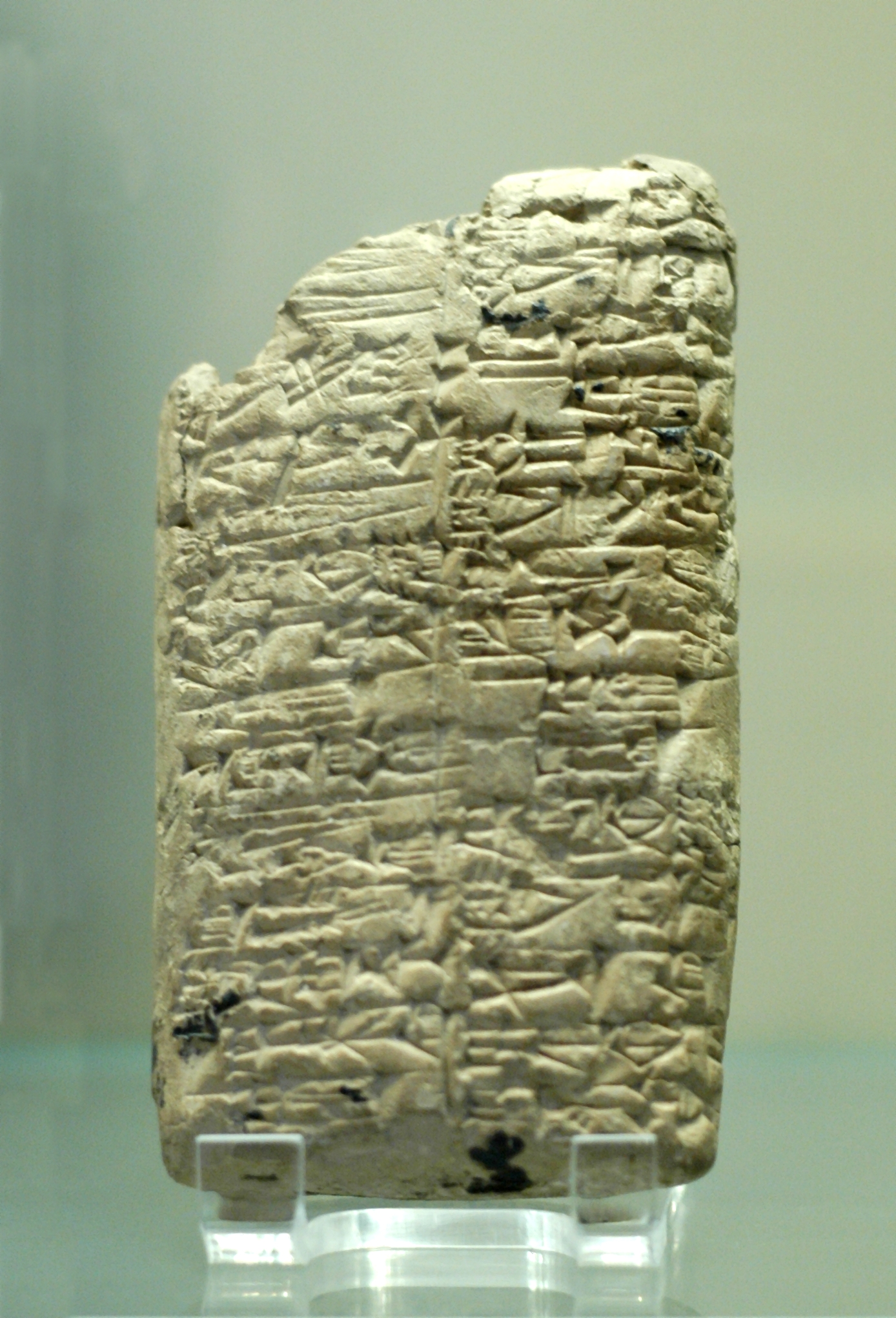
Lista de victorias de Rimush, rey de Acadia, ante Abalgamash, rey de Marhasi, y las ciudades elamitas. Tabla de arcilla, copia de una inscripción monumental, c. 2270 a. C.

Las tablillas de barro (a veces también tablilla de arcilla) se utilizaron al menos desde 3500 a. C. (tablillas de Tărtăria de la cultura de Vinča). Estas tablillas de la cultura de Vinča podrían ser incluso más antiguas ya que según análisis de carbono-14 datan de 3000 a. C., pero no hay consenso sobre su interpretación.
Como medio de escritura se usaron tablillas de arcilla desde el cuarto milenio a. C. en las civilizaciones sumeria, mesopotámica, hitita, minoica y micénica.
Los caracteres sumerios cuneiformes eran grabados en tablillas usando un estilete (gr. stylós). Se dejaban secar al aire o eran cocidas en un horno. Los primeros archivos eran colecciones de estos documentos de arcilla. Fueron el inicio de las primeras bibliotecas.
En las culturas minoica y micénica, la escritura en tablillas se limitaba a registrar la contabilidad.
En el verano de 2010, en el yacimiento arqueológico griego de Íklaina se descubrió la tablilla micénica más antigua encontrada hasta ahora y la más antigua del continente europeo. El texto, en lineal B, referido a algún tipo de fabricación por delante y una lista de nombres con unos números por la cara posterior, puede haberse escrito entre 1450 a. C. y 1350 a. C.